# Австралийски морски лъв
Австралийският морски лъв (Neophoca cinerea) е вид бозайник от семейство Ушати тюлени (Otariidae), единствен представител на род Neophoca. Видът е застрашен от изчезване.

## Разпространение
Разпространен е в Австралия.